# Denkmal Unserer Lieben Frau von Fátima

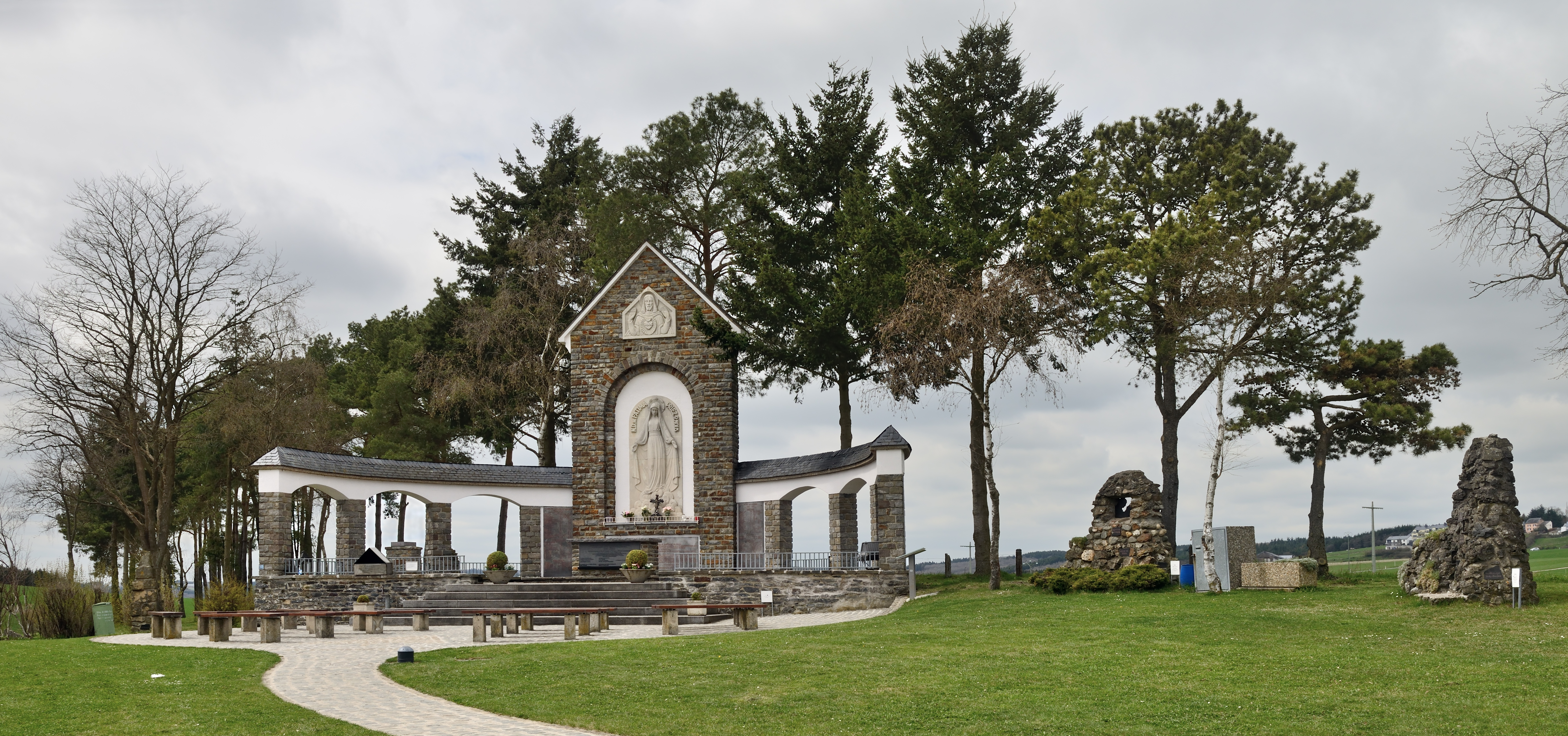
Denkmal Unserer Lieben Frau von Fátima

Das Denkmal Unserer Lieben Frau von Fátima in Niederwiltz huldigt den Marienerscheinungen von Fátima und wurde zum Gedenken an die Opfer der beiden Weltkriege errichtet.

## Geschichte
Schon 1942 kommt es am Jahrestag der Marienerscheinungen von Fatima zur Idee, in Wiltz ein Heiligtum zur Ehre der Madonna von Fatima zu errichten. Der Norden Luxemburgs wurde im Winter 1944–1945 zum Epizentrum der letzten deutschen Offensive, der Rundstedt-Offensive. Im Wiltzer Pfarrhauskeller am 13. Januar 1945 versprach eine Gruppe von zehn Gemeindemitgliedern, der Jungfrau Maria ein Denkmal zu errichten, wenn das Schicksal sie verschont.

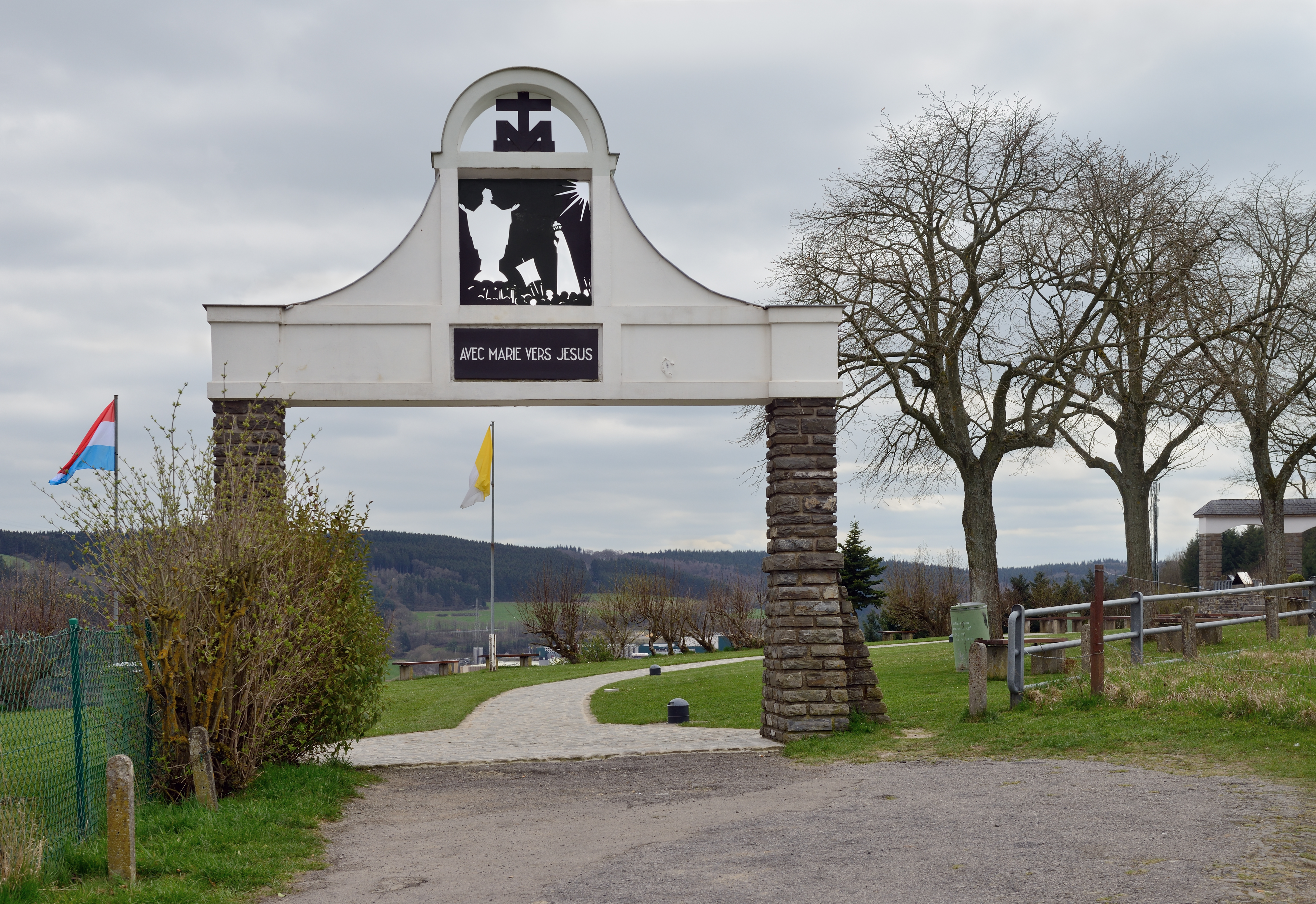
Eingang des Denkmals

Am 11. September 1946 besucht die originale Statue der Jungfrau von Fatima aus Portugal den Platz op Bässent, den künftigen Standort des Heiligtums. Aus diesem Anlass wird dort eine erste feierliche Messe zelebriert. Am 8. Februar 1951 kommt es zur Bildung eines Aktionskomitees. Die Arbeiten beginnen im Herbst. Die offizielle Einweihung fand am 13. Juli 1952 statt. Bischofskoadjutor Léon Lommel hatte in Vertretung des erkrankten Bischofs Joseph Laurent Philippe die Stätte in Anwesenheit des Kulturministers Pierre Frieden eingeweiht.

1958 konnten die Kreuzwege eingeweiht werden, deren Stationen aus den verschiedenen Gesteinsarten von Luxemburg gestaltet wurden. Sie wurden von Privatpersonen und christlichen Vereinigungen gespendet.

Kreuzweg
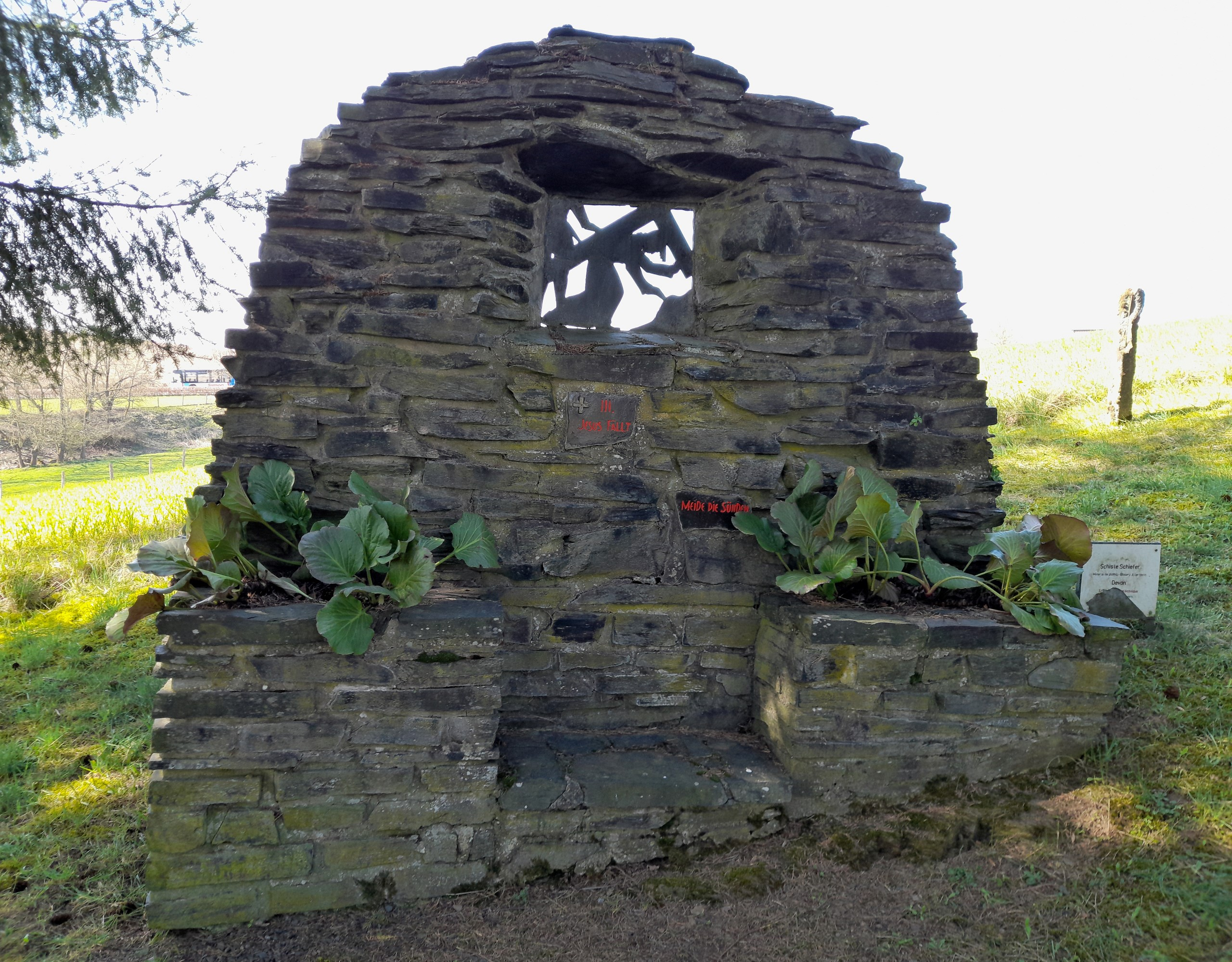
III. Jesus Fällt
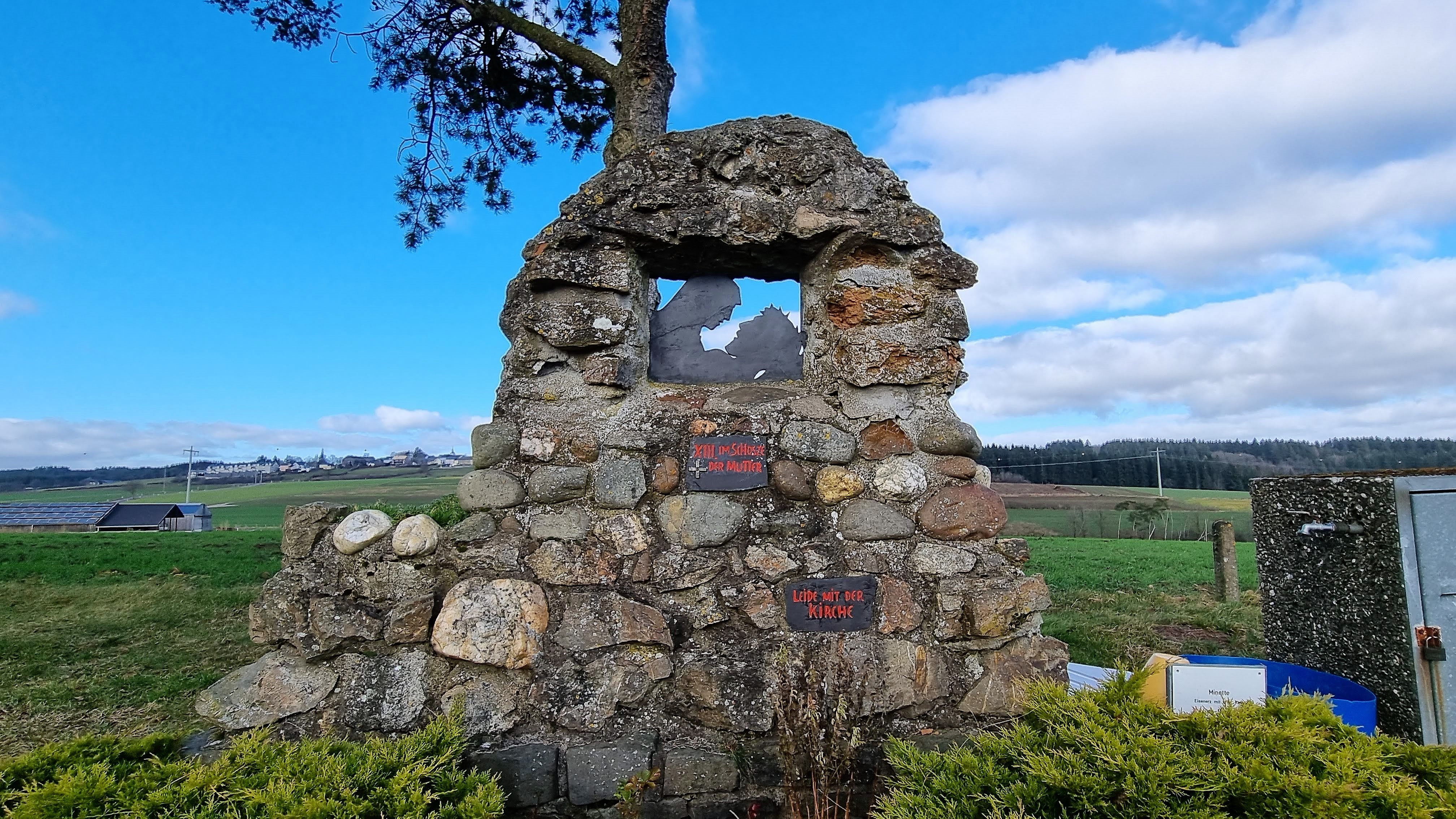
XIII. Im Schoß der Mutter
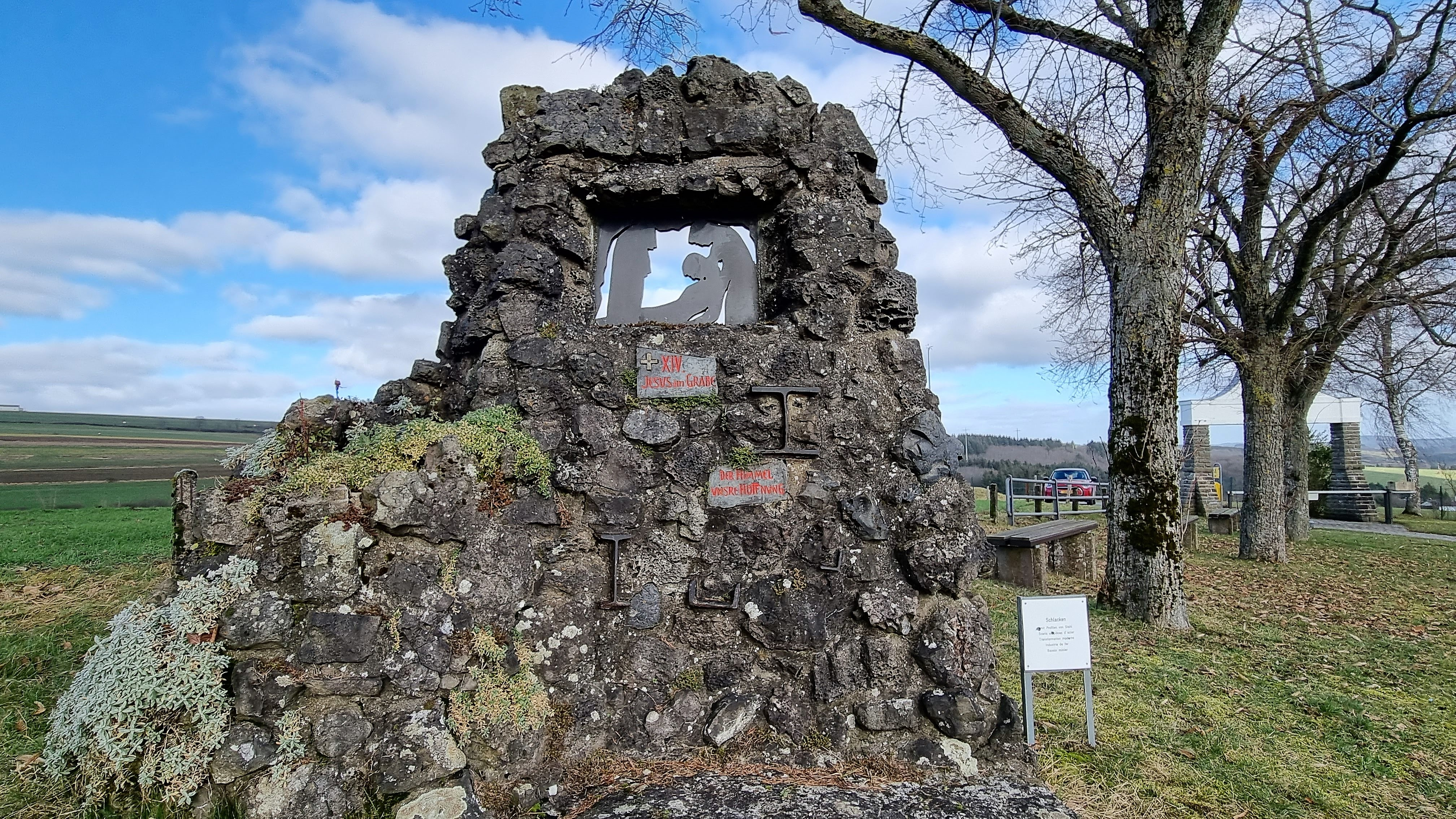
XIV. Jesus im Grabe

## Pilgerung
Zum Denkmal Unserer Lieben Frau von Fátima pilgern seit 1968 jährlich Zehntausende Gläubige, meist portugiesische Einwanderer, zu Christi Himmelfahrt. Die Statue der Jungfrau von Fatima erhielt das Erzbistum Luxemburg 1972 von der portugiesischen Gemeinde geschenkt.